# Aeropuerto de Omsk-Tsentralny
El Aeropuerto de Omsk-Tsentralny (En ruso:  Аэропорт Центральный) es un aeropuerto localizado a 5 km de la ciudad de Omsk, en Rusia. Tiene capacidad de atender aeronaves de gran tamaño, como el Airbus A330. En 2007 el aeropuerto movió a 567,940 pasajeros.

## Historia
El aeropuerto se construyó en los años 20 y empezó operaciones en 1929, cuando los primeros Fokker C-4 empezaron a volar regularmente hacia Novosibirsk e Irkutsk. En 1934 la autoridad de aviación civil de la URSS reabrió el aeropuerto, que había estado cerrado desde 1931, y lo preparó para empezar a recibir vuelos nuevamente. Durante la II Guerra Mundial, el aeropuerto sirvió como base de reparación para los bombarderos soviéticos que defendían le región. Tras la guerra se construyó un complejo hotelero en las cercanías del aeropuerto, y a principios de los años 50 se construyó una nueva terminal, con la capacidad de atender a los nuevos aviones Tu-104. Durante los años 60 el aeropuerto se convirtió en un aeropuerto exclusivamente civil, y por esto fue necesaria la inauguración de una nueva pista, lo cual se haría en 1965. En 1972 se amplió la terminal del aeropuerto y se creó Aeroflot-Omsk, una división de Aeroflot para satisfacer la demanda en la región, esta división operaba aviones Antonov An-24 y Tupolev Tu-154. A finales los años 80 el aeropuerto alcanzó su pico de operaciones, llegando a tener 100 vuelos por día, esto debido a las reformas que se llevaron a cabo en la URSS, las cuales otorgaban más libertad a los ciudadanos, y por esto la gente se movía hacia las ciudades limítrofes para cruzar hacia los países occidentales. Tras la caída de la URSS, en 1997 se inauguró una terminal internacional en el aeropuerto. En 2001 se instalaron en el aeropuerto nuevos sistemas de radionavegación. En 2006 el aeropuerto fue certificado para poder recibir y prestar mantenimiento a aviones como los Airbus A320, Boeing 737, Tupolev Tu-204, Tupolev Tu-214 y Sukhoi Superjet 100.

## Datos Técnicos
Actualmente el aeropuerto de Omsk cuenta con dos pistas: la pista activa, que está equipada con sistemas PAPI , tiene una longitud de 2.500 y una anchura de 45 m.
La longitud de la pista de tierra es activo de 2800 m (100 m de ancho).
El aeropuerto está equipado para prestar servicio, a aviones Tupolev Tu-134, Tupolev Tu-154, Ilyushin Il-76, Antonov An-12, Antonov An-24, Antonov An-26, Antonov An-30, Antonov An-74, Yakovlev Yak-40, Yakovlev Yak-42, BAe 125, Ilyushin Il-18, Ilyushin Il-62 (en casos excepcionales), Tupolev Tu-204, Tupolev Tu-214, Boeing 737, Boeing 757, ATR-42, Sukhoi Superjet 100, Airbus A320, Airbus A319, Pilatus PC-12, así como helicópteros de todo tipo.
El peso máximo de las aeronaves de despegue es de 190 toneladas .
Actualmente el aeropuerto de Omsk está abierta las 24 horas del día para el vuelo chárter, de carga, vuelos regulares, nacionales e internacionales y personalidades.

## El aeropuerto
El Aeropuerto de Omsk-Tsentralny es uno de los principales aeropuertos civiles de Rusia. La ciudad de Omsk fue una vez el más grande de Siberia, gracias a los suministros brindados por el ferrocarril transiberiano, es ahora la segunda ciudad en importancia, y aún mantiene una posición estratégica en el puente aéreo que conecta la parte europea y asiática de Rusia. El aeropuerto ocupa en 2006 el lugar número 27 en la línea aérea nacional de Rusia y 24 ° en el transporte aéreo internacional en Rusia.

## Servicios
- Venta de pasajes
- Terminal de autobuses y taxis
- Comidas rápidas y bares
- Restaurantes
- Policía de fronteras
- Aduana
- Enfermería
- Bancos y casas de cambio
- Puestos de periódicos
- Baños

## Aerolíneas y destinos
| Aerolíneas         | Destinos                             |
| ------------------ | ------------------------------------ |
| Aeroflot           | Moscú-Sheremetyevo                   |
| Astra Airlines     | Temporada: Salónica                  |
| Kuban Airlines     | Kazán, Krasnodar, Ufa                |
| Nordavia           | Moscú-Sheremetyevo                   |
| Orenair            | Temporada: Dusseldorf, Hanóver       |
| S7 Airlines        | Moscú-Domodedovo                     |
| UTair Aviation     | Janti-Mansisk, Moscú-Vnukovo, Surgut |
| Uzbekistan Airways | Andiján, Taskent                     |
| Yakutia Airlines   | Yakutsk Temporada: Hanóver           |